# سعید شرتونی
سعید شَرتُونی (۱۸۴۷-۱۹۱۲) زبان‌شناس، شاعر و نویسندهٔ لبنانی بود.

## آثار
- أقرب الموارد فی فصیح العربیة والشوارد: لغتنامه‌ای در سه جلد.
- حدائق المنثور و المنظوم
- نجدة الیراع
- الغصن الرطیب
- السّهم الصائب